# 棕櫚泉莊園 (佛羅里達州)
棕櫚泉莊園（英語：Palm Springs Estates）是位於美國佛羅里達州邁阿密-戴德縣的一個非建制地區。該地的面積和人口皆未知。

## 地理
棕櫚泉莊園的座標為25°52′57″N 80°18′22″W / 25.88250°N 80.30611°W，而該地的平均海拔高度為1米（即3英尺）。